# Thornhill (Dumfries and Galloway)
Thornhill est une ville située dans le Dumfries and Galloway, en Écosse.